# La Truchère
La Truchère é uma comuna francesa na região administrativa de Borgonha-Franco-Condado, no departamento Saône-et-Loire. Estende-se por uma área de 5,05 km². Em 2010 a comuna tinha 226 habitantes (densidade: 44,8 hab./km²).